# Amazona mercenarius
Amazona mercenarius là một loài chim trong họ Psittacidae.